# Eulalio Muñoz
Eulalio Muñoz, född 16 juli 1995, är en argentinsk friidrottare. Han deltog vid olympiska sommarspelen 2020.